# Testcsere (Bűbájos boszorkák)
A Testcsere  című epizód a Bűbájos boszorkák 70. epizódja. A 4. évad 04. epizódja.

## Epizódismertető
|  | Alább a cselekmény részletei következnek! |

Az ősi Kínában egy zen-mesterre támad a tanítványa, kinek a lánya megállítja, viszont a démont úgy lehet megállítani, ha egy tőrrel megölik. Közben Phoebe tanulja az önvédelmet a démonok ellen, Paigenek olyan ötlete támad, mely kicserél egy testet és az ő partnere Phoebe. De a Halliwellek rájönnek hogy egy testcserével lehet a démon közelébe férkőzni.
|  | Itt a vége a cselekmény részletezésének! |